# Pleurotus eryngii
Il Pleurotus eryngii (DC.) Quél., 1872, comunemente noto
come cardoncello, è un fungo basidiomicete della famiglia delle Pleurotaceae commestibile molto ricercato ed apprezzato, noto fin dall'antichità. È originario del bacino del Mediterraneo, ma viene coltivato anche in molte parti dell'Asia

## Etimologia
- Genere: dal greco pleurón = di fianco e oûs, otós = orecchio, con l'orecchio (il cappello) a fianco, per la forma del carpoforo.
- Specie: dal latino eryngium = Eringio, per il suo habitat preferenziale.

## Descrizione della specie
Cappello
Carnoso, convesso, poi depresso al centro, margine involuto, leggermente vellutato; di colore biancastro, poi brunastro; 3–10 cm di diametro.
La colorazione cambia in base al clima: più chiara quando esposto al sole
Lamelle
Bianco-grigiastre, decorrenti sul gambo.
Gambo
4-10 x 1–3 cm, sodo, centrale o eccentrico, attenuato alla base, di colore biancastro, con macchie color ocra-ruggine.
Carne
Bianca, soda e consistente.
- Odore: di pasta di pane.
- Sapore: dolce, gradevole.

Caratteri microscopici
Spore
10-13 x 4-6 µm, bianche in massa, lisce, ellissoidali, non amiloidi.

## Distribuzione e habitat
L'habitat del cardoncello si estende dall'oceano Atlantico fino all'Asia occidentale passando dal bacino del Mediterraneo e dall'Europa centrale.
Il cardoncello cresce spontaneamente in quasi tutta l'Italia centromeridionale. 
È un fungo saprofita che fruttifica dalla primavera all'autunno sulle radici morte delle ombrellifere o del cardo; nel nord del Salento si può trovare anche d'inverno, in campi aperti su terreni misti con roccia (cuti).

## Commestibilità
Eccellente.

Si presta molto bene alla coltivazione. Viene regolarmente coltivato in buona parte dell'Europa a scopo edule e cresce su substrato legnoso..

## Tassonomia

### Varietà

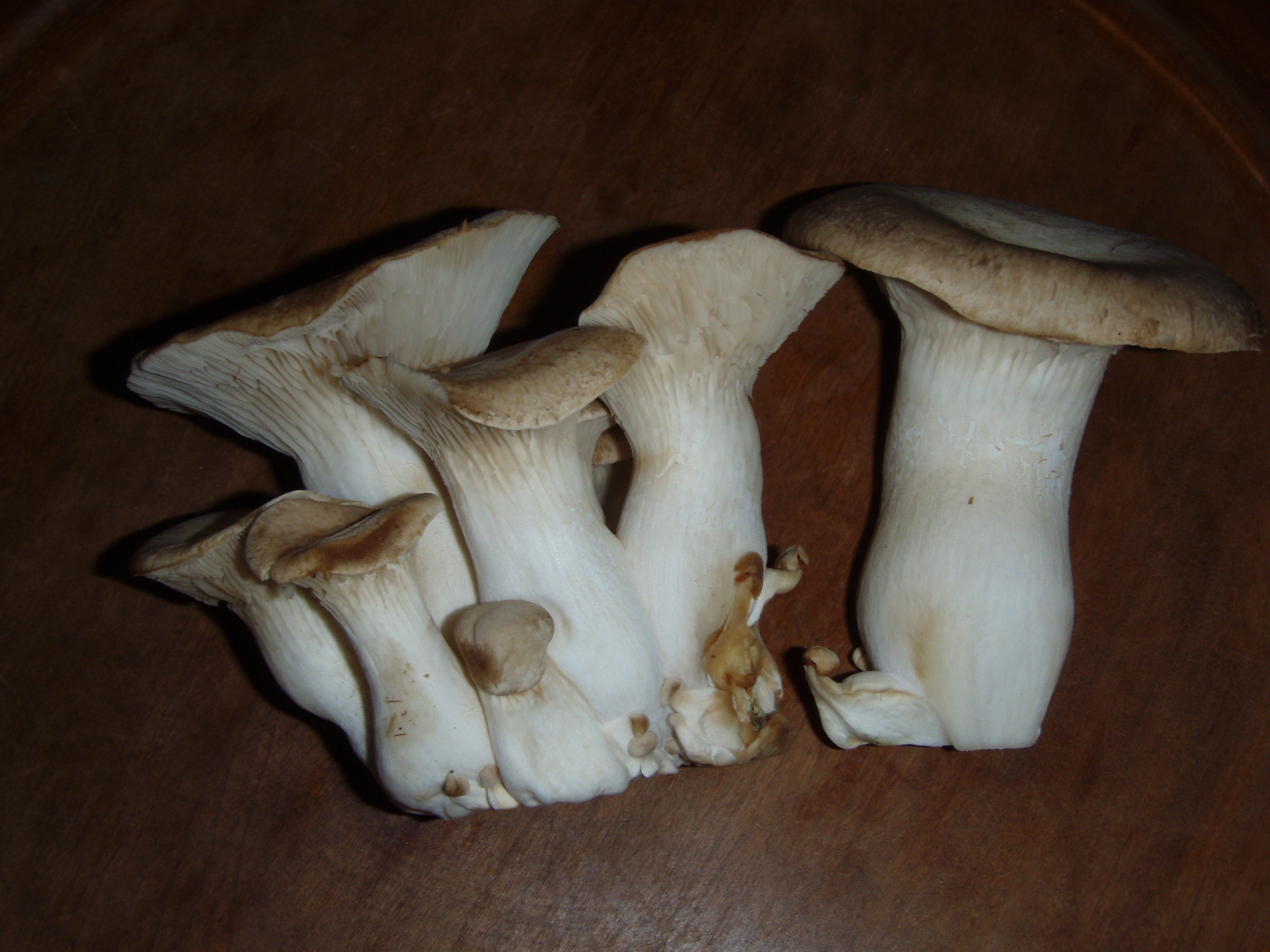
Diversi Pleurotus eryngii

Oltre al biotipo Pleurotus eryngii var. eryngii, esistono alcune varietà sulle quali sono in atto studi e dispute tassonomiche.

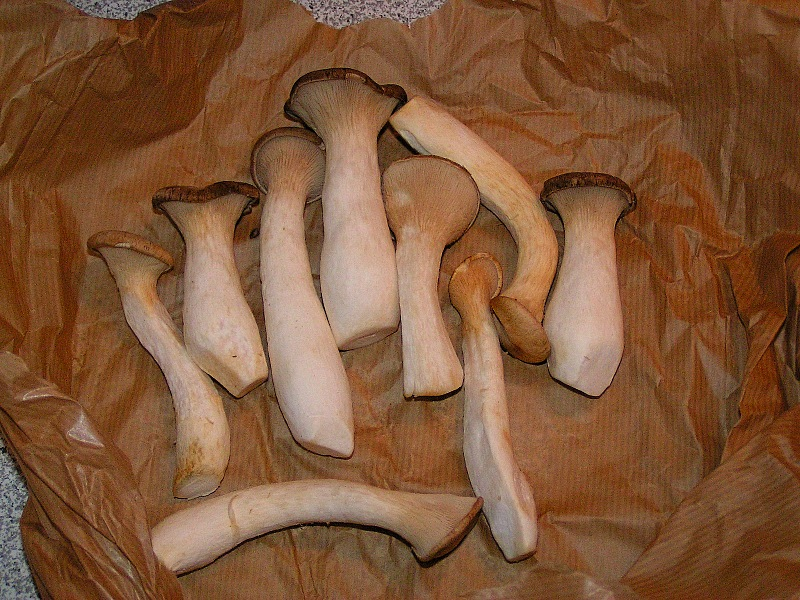
Diversi Pleurotus eryngii

Le varietà attualmente prese in considerazione sono:

#### Pleurotus eryngii var. elaeoselini
Pleurotus eryngii var. elaeoselini Venturella, Zervakis & La Rocca, Mycotaxon 76: 420 (2000).
Cresce associato alle radici di eleoselino (Thapsia asclepium ).

#### Pleurotus eryngii var. ferulae
Pleurotus eryngii var. ferulae (Lanzi) Sacc., Sylloge fungorum (Abellini) 5: 347 (1887).
Si differenzia dal biotipo per la taglia maggiore, il colore più chiaro, il portamento più slanciato e spesso imbutiforme e la cuticola screpolata con tempo secco.

##### Descrizione
Cappello5-25(30) cm, prima convesso, poi appianato, imbutiforme; cuticola liscia, spesso screpolata con la siccità; margine involuto, colore dal marrone chiaro al marrone al bruno all'ocra-grigiastro.
Lamellefitte, decorrenti, anastomosate (intervenate), colore bianco-crema.
Gambo3-10 x 1–4 cm, pieno, sodo, eccentrico, attenuato alla base, di tonalità più chiare rispetto al cappello.
Carnebianca, soda, di gradevole sapore.
Habitatcresce associato a Ferula communis.
Nomi comuniSardegna: antunna, antunna eru, cardolinu de ferula, cardolinu eru, cardolinu de petza, feurratzu; Alto Lazio: ferlengo
Etimologiadal latino ferula = pianta che ospita il fungo.

### Pleurotus eryngii var. thapsiae
Pleurotus eryngii var. thapsiae Venturella, Zervakis & Saitta, (2002).
Varietà che cresce associata a Thapsia garganica, di recente delimitazione.

### Pleurotus eryngii var. nebrodensis
Oggi è considerata una specie a sé stante con il nome di Pleurotus nebrodensis, endemica delle Madonie, che cresce associata a Prangos ferulacea.

### Sinonimi e binomi obsoleti
- Agaricus eryngii DC., Fl. Fr., Edn 3 6: 47 (1815)
- Pleurotus fuscus Battarra ex Bres., Iconographia Mycologica 6 (1928)

## Nomi comuni
- Cardoncello
- Carderello o cardarella
- In Sicilia è noto come funciu di ferla ossia fungo della ferula e funciu pani cauru (pane caldo) ossia fungo della Eryngium, panicaut in francese.
- In Sardegna nel Campidano, è chiamato in sardo cardolinu de petza (it: "fungo di carne", per la sua consistenza) oppure, quando cresce associato alla ferula cardolinu eru, nel Logudoro è chiamato antunnu eru (spesso italianizzato antunna), invece in Gallura galdula.
- In Calabria è noto come feddruritu, nome che deriva da Ferula communis, in quanto si trova nelle sue vicinanze.
- In Puglia nel Salento è noto col nome di carduncieddù o cardunceddhru,  mentre nelle Murge, nella Valle d'Itria e nel Gargano è chiamato cardungìdde.
- Nel Lazio settentrionale è conosciuto come ferlengo.